# Aïn Reggada
Aïn Reggada (arabisch عين رقادة, DMG ʿAin Raqqāda) ist eine algerische Gemeinde in der Provinz Guelma mit 7.289 Einwohnern. (Stand: 1998)

## Geographie
Aïn Reggada wird umgeben von Oued Zenati im Nordosten und von Aïn Makhlouf im Osten.